# Torneå järnvägsstation
Torneå järnvägsstation (Tor) är en järnvägsstation i den finländska staden Torneå i Lapplands län. Järnvägsstationen är en järnvägsknut för Uleåborg–Torneå-banan, Kolaribanan, Röyttä hamnbana och Torneå–Haparanda-banan. Stationen öppnades 1903 och den nuvarande stationsbyggnaden byggdes i tegel i 1920-talsklassicism 1928. Förutom spåren med den i Finland dominerande spårvidden 1524 mm finns det en bangård med spår med 1435 mm spårvidd (normalspår) som går mot Haparanda i Sverige.
Stationen används sedan 1988 inte för trafik med persontåg och det finns ingen persontrafik över gränsen till Sverige. Sedan oktober 2008 är Torneå östra (finska: Tornio-Itäinen) i stadens nordöstra del enda anhalt på orten där nattågen Kolari–Helsingfors stannar. 
Under början av 2020-talet inleddes projektet att elektrifiera Uleåborg-Torneå-banan från Laurila till Torneå. Byggarbetena startade under 2023. Projektet slutfördes i januari 2025. Inget beslut är ännu taget om att starta persontrafik, men projektet medför goda förutsättningar för att kunna bedriva den typen av trafik.